# Щучина
Щучи́на — рыбный суп со щукой в русской и украинской кухнях. В русской кухне подаётся холодным. Щучиной в России также называлась солёная щука, которую привозили с мест лова в бочках и подавали на стол отваренной и очищенной целиком с хреном.
Холодный суп готовят из крепкого процеженного и остуженного рыбного бульона, который заправляют кусочками варёной свежей и солёной рыбы, раковыми шейками и нарезанными кубиками свежими огурцами. Блюдо приправляют тёртым хреном или редькой и горчицей и квасом, а подают посыпанным рубленой зеленью укропа или петрушки, со сметаной и кусочками льда. В рецепте П. М. Зеленко 1902 года к холодному бульону с кусочками рыбы и раковыми шейками отдельно подаётся квас, заправленный сахаром, солью и горчицей, а также рубленые огурцы, зелень и хрен. Украинскую щучину сервируют как бульон, к которому отдельно подают варёную щуку в кусочках с мелко нарезанными огурцами, зелёным луком и тёртым хреном.